# Francesco Bracci
Francesco Bracci, italijanski rimskokatoliški duhovnik, škof in kardinal, * 5. november 1879, Vignanello, † 24. marec 1967.

## Življenjepis
6. junija 1903 je prejel duhovniško posvečenje.
30. decembra 1935 je postal tajnik Kongregacije za disciplino zakramentov.
15. decembra 1958 je odstopil s tajniškega položaja, bil povzdignjen v kardinala in imenovan za kardinal-diakona S. Cesareo in Palatio.
5. aprila 1962 je bil imenovan za naslovnega nadškofa Idasse in 19. aprila istega leta je prejel škofovsko posvečenje. Naslednje leto je odstopil s tega nadškofovskega položaja.